# Сантяго Хиралдо
Сантяго Хиралдо Салазар (на испански: Santiago Giraldo Salazar) е колумбийски тенисист.

## Биография
Сантяго Хиралдо Салазар е роден на 27 ноември 1987 г. в Перейра, Колумбия.

## Кариера
Най-доброто му представяне в турнирите от големия шлем е трети кръг на Уимбълдън през 2012 година.

### ATP финали (0 титли; 2 финала)
|        | П–З | Година | Турнир          | Клас      | Настилка | Опонент      | Резултат           |
| ------ | --- | ------ | --------------- | --------- | -------- | ------------ | ------------------ |
| Загуба | 0–1 | 2011   | Чили Оупън      | 250 серии | Клей     | Томи Робредо | 2–6, 6–2, 6–7(5–7) |
| Загуба | 0–2 | 2014   | Барселона Оупън | 500 серии | Клей     | Кей Нишикори | 2–6, 2–6           |